# 名尾良辰
名尾良辰（日语：／、1873年6月1日—1967年11月9日），朝鮮總督府、內務、警察官僚。政友會系官選秋田縣知事、台南州知事。

## 經歷
佐賀縣佐賀郡、後來高木瀨村（現佐賀市）出身。佐賀藩新陰流師範・是名尾良知長男。佐賀縣佐賀中学校、第五高等学校畢業。1900年7月、東京帝國大学法科大学卒業。1901年、進入內務省當警視廳警部。1905年11月、考取文官高等試験行政科試験。1906年5月、內務省試補・成為地方局勤務。
以後、歴任警視廳警視、大分縣事務官・警察部長、埼玉縣警察部長、秋田縣內務部長、青森縣內務部長、靜岡縣內務部長。
1919年4月、就任秋田縣知事。致力秋田縣產業調査会之設置、改革農政。1922年10月、辭去知事退出官場。
之後、由1930年5月到1931年5月、擔任台南州知事。